# Prasemitština
Prasemitština je vymřelý jazyk z rodiny afroasijských jazyků, společný prajazyk Semitů, z něhož se později vyvinuly všechny ostatní semitské jazyky.
Nejstarším doloženým semitským jazykem je akkadština, zápisy v níž jsou doloženy ze 3. tisíciletí př. n. l. Předpokládá se, že se prasemitština rozpadla několik staletí předtím. Období samostatného vývoje prasemitštiny se klade do rozmezí 5.–4. tisíciletí př. n. l. (4500–3500 př. n. l.).

## Hláskosloví

### Samohlásky
Prasemitština disponovala pravděpodobně 6 samohláskami.
|          | Přední | Zadní |
| -------- | ------ | ----- |
| Uzavřené | i iː   | u uː  |
| Otevřené | a aː   | a aː  |

### Souhlásky
Předpokládány jsou následující souhlásky:
|             |             | Labiála | Dentála | Alveolára | Alveolára | Palatála | Velára/Uvulára | Faryngála | Glotála |
| Centrální   | Laterální   | Labiála | Dentála |           |           | Palatála | Velára/Uvulára | Faryngála | Glotála |
| ----------- | ----------- | ------- | ------- | --------- | --------- | -------- | -------------- | --------- | ------- |
| Ploziva     | Neznělé     | p       |         | t         |           |          | k              |           | ʔ       |
| Ploziva     | Emfatické   | (pʼ)    | tʼ      | kʼ        |           |          |                |           |         |
| Ploziva     | Znělé       | b       | d       | g         |           |          |                |           |         |
| Afrikáta    | Neznělé     |         |         | t͡s        | t͡ɬ        |          |                |           |         |
| Afrikáta    | Emfatické   | t͡θʼ     | t͡sʼ     | t͡ɬʼ       |           |          |                |           |         |
| Afrikáta    | Znělé       |         | d͡z      |           |           |          |                |           |         |
| Frikativa   | Neznělé     |         | θ       |           |           | ʃ        | x~χ            | ħ         | h       |
| Frikativa   | Emfatické   |         |         | (xʼ~χʼ)   |           |          |                |           |         |
| Frikativa   | Znělé       | ð       | ɣ~ʁ     | ʕ         |           |          |                |           |         |
| Vibranta    | Vibranta    |         |         | r         |           |          |                |           |         |
| Aproximanta | Aproximanta | w       |         |           | l         | j        |                |           |         |
| Nazála      | Nazála      | m       |         | n         |           |          |                |           |         |

## Tvarosloví

### Podstatná jména
Prasemitština měla 2 rody (mužský a ženský), 3 čísla (jednotné, dvojné a množné) a 3 pády (nominativ, genitiv a dativ). Předpokládá se, že nejprve byly pouze dva pády a genitiv se později vyvinul možná z koncovky -ī zvané nisba.
|                    | jednotné číslo     | jednotné číslo | dvojné číslo | množné číslo | množné číslo |
| trojvýchodná slova | dvojvýchodná slova | mužský rod     | dvojné číslo | ženský rod   |              |
| ------------------ | ------------------ | -------------- | ------------ | ------------ | ------------ |
| nominativ          | -um                | -u             | -āna         | -ūna         | -ātum        |
| akuzativ           | -am                | -a             | -ajna        | -īna         | -ātim        |
| genitiv            | -im                | -a             | -ajna        | -īna         | -ātim        |

### Zájmena
|           | nezávislá   | příponová | příponová    | příponová    |
| nominativ | nezávislá   | genitiv   | akuzativ     |              |
| --------- | ----------- | --------- | ------------ | ------------ |
| 1.sg.     | ʼanā̆/ʼanākū̆ | -kū̆       | -ī/-ya       | -nī          |
| 2.sg.muž. | ʼantā̆       | -tā̆       | -kā̆          | -kā̆          |
| 2.sg.žen. | ʼantī̆       | -tī̆       | -kī̆          | -kī̆          |
| 3.sg.muž. | šuʼa        | -a        | -šū̆          | -šū̆          |
| 3.sg.žen. | šiʼa        | -at       | -šā̆/-šī̆      | -šā̆/-šī̆      |
|           |             |           |              |              |
| 1.du.     | ?           | -nuyā ?   | -niyā ?      | -nayā ?      |
| 2.du.     | ʼantumā     | -tumā     | -kumā/-kumay | -kumā/-kumay |
| 3.du.     | šumā        | -ā        | -šumā/-šumay | -šumā/-šumay |
|           |             |           |              |              |
| 1.pl.     | niḥnū̆       | -nū̆       | -nī̆          | -nā̆          |
| 2.pl.muž. | ʼantum      | -tum      | -kum         | -kum         |
| 2.pl.žen. | ʼantin      | -tin      | -kin         | -kin         |
| 3.pl.muž. | šum/šumū    | -ū        | -šum         | -šum         |
| 3.pl.žen. | šin/šinnā   | -ā        | -šin         | -šin         |

Poznámka: Pokud jsou rekonstruovány formy s dlouhou i krátkou podobou, jsou označeny ā̆.

### Slovesa
Předpokládá se, že slovesa měla v prasemitštině tři základní časy – dokonavý, nedokonavý a imperativ.